# Alejandra Frausto Guerrero
Alejandra Frausto Guerrero, née le 25 mars 1972 à Mexico, est une femme politique mexicaine.
De 2018 à 2024, elle est secrétaire à la Culture au sein du gouvernement López Obrador.

## Biographie
Elle a étudié le droit à l'Université nationale autonome du Mexique (UNAM), avant de travailler dans la promotion de la culture populaire et la transformation de l'espace public. Elle a été directrice culturelle de l'Université du Cloître de Sœur Juana (es)  entre 1998 et 2001 et directrice de l'Institut Guerrerense de la Culture. Elle a également été directrice générale des Cultures populaires du Secrétariat à la Culture entre 2013 et 2017. 
Elle est nommée secrétaire à la Culture au sein du gouvernement Andrés Manuel López Obrador, et prend ses fonctions le 1er décembre 2018. Son action au gouvernement commence par le projet de création d'un système de protection de la propriété intellectuelle des peuples indigènes du Mexique et de leurs créations artistiques afin d'éviter leur plagiat. 